# Dicranomyia (Idioglochina) tokunagai
Dicranomyia (Idioglochina) tokunagai is een tweevleugelige uit de familie steltmuggen (Limoniidae). De soort komt voor in het Palearctisch en Oriëntaals gebied.